# Estelle Taylor
Estelle Boylan (ur. 20 maja 1894 w Wilmington, zm. 15 kwietnia 1958 w Los Angeles) – amerykańska aktorka filmowa i teatralna, występowała przede wszystkim w filmach niemych.

## Filmografia
- 1923: Dziesięcioro przykazań